# 穆乐恩
穆樂恩（1995年10月6日—），中國女演員，畢業於四川音樂學院戲劇影視表演系2014级。

## 演艺经历
- 2014年，参演姜文执导的剧情电影《一步之遥》，自此开始演艺事业。

- 2015年8月，被古装电视剧《锦绣未央》的选角导演选中，出演了女主角李未央的心腹丫鬟白芷[3][4]。8月，客串了喜剧爱情片《绝色少女变身记》，片中饰演了一位游泳达人。

- 2016年，穆乐恩出演了家庭轻喜剧《老公们的私房钱》，剧中客串了迎亲队伍嘉宾[5]。6月，穆乐恩参演古装言情剧《孤芳不自赏》，在剧中饰演俏皮可爱的宫女绿衣。同年，领衔主演青春电影《光年》，饰演女一号杨幕一。
- 2017年2月，与唐嫣、杨烁等人合作出演都市爱情剧《时间都知道》[6][7]，在剧中饰演乐观开朗又敢爱敢恨的女大学生赖俏；5月，其主演的古装喜剧《三国客栈》在网络播出，在剧中饰演古灵精怪的富家女肖晨晨[8]；同年8月，与范世錡、黄灿灿合作主演的都市奇幻网络剧《我家来了个怪男人》播出[9]。
- 2020年，其参演的电视剧《燕云台》播出。
- 2022年，其参演的电视剧《昔有琉璃瓦》和《尚食》播出。主演的网络电影《不老山异事》上线。[10]

## 影视作品

### 电视剧
| 首播年份       | 剧名             | 角色         | 性質     | 合作演员   | 备注   |
| 2016年11月11日 | 锦绣未央         | 白芷         | 配角     | 唐嫣       |        |
| 2016年12月5日  | 老公们的私房钱   | 迎亲队伍嘉宾 | 客串     | 左小青     |        |
| 2017年1月2日   | 孤芳不自赏       | 绿衣         | 配角     | Angelababy |        |
| 2017年5月5日   | 三国客栈         | 肖晨晨(小喬) | 女主角   | 程六一     | 网络剧 |
| 2017年8月8日   | 我家来了个怪男人 | 韩旭         | 第三女主 | 范世錡     | 网络剧 |
| 2019年7月16日  | 时间都知道       | 赖俏         | 配角     | 唐嫣       |        |
| 2020年         | 燕云台           | 良歌         |          | 唐嫣       |        |
| 2022年         | 昔有琉璃瓦       | 唐娅         |          |            |        |
| 2022年         | 尚食             | 赵氏         |          |            |        |
| 待播           | 海棠花开炊烟起   | 苏竹         |          |            |        |
| 待播           | 二龙湖村暖花开3  |              |          | 网络剧     |        |

### 电影
| 上映年份       | 片名           | 角色     | 性質   | 备注 |
| 2014年12月18日 | 一步之遥       | 起义学生 | 客串   |      |
| 2015年12月10日 | 绝色少女变身记 | 游泳达人 | 客串   |      |
| 2016年         | 光年           | 杨幕一   | 女主角 |      |
| 2022年         | 不老山异事     | 李小雅   | 女主角 |      |

## 综艺节目
| 播出年份 | 综名   | 备注     |
| 2016年   | 寻芳纪 | 20161220 |

## 杂志拍摄
| 年份         | 杂名         | 备注 |
| 2017年7月9日 | 北京青年周刊 |      |